# Тумище
Тумище — деревня в Горском сельском поселении Тихвинского района Ленинградской области.

## История
Деревня Тумищи упоминается на «Специальной карте западной части России» Ф. Ф. Шуберта 1844 года.

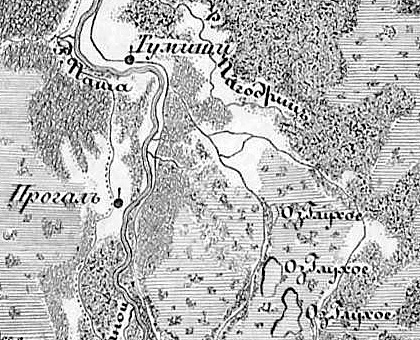
Деревня Тумищи на карте Новгородской губернии 1847 года

ТУМИЩЕ — деревня Прогальского общества, Пашекожельского прихода. Река Паша.

Крестьянских дворов — 25. Строений — 68, в том числе жилых — 52.

Число жителей по семейным спискам 1879 г.: 70 м. п., 76 ж. п.; по приходским сведениям 1879 г.: 54 м. п., 58 ж. п.

В конце XIX века деревня относилась к Новинской волости 2-го стана, в начале XX века — к Новинской волости 1-го земского участка 1-го стана Тихвинского уезда Новгородской губернии.
В начале XX века близ деревни находился жальник.

ТУМИЩЕ — деревня Прогальского общества, дворов — 40, жилых домов — 64, число жителей: 96 м. п., 84 ж. п.
 
Занятия жителей — земледелие, лесные заработки. Река Паша. (1910 год)

Согласно карте Ленинградской области Северо-западного аэрогеодезического треста ГГУ издания 1932 года деревня насчитывала 26 крестьянских дворов. В деревне находилась часовня.
По данным 1933 года деревня Тумище входила в состав Городокского сельсовета.
По данным 1966 и 1973 годов деревня Тумище также входила в состав Городокского сельсовета.
По данным 1990 года деревня Тумище входила в состав Горского сельсовета.
В 1997 году в деревне Тумище Горской волости проживали 2 человека, в 2002 году — 4 человека (все русские).
В 2007 году в деревне Тумище Горского СП проживали 2 человека, в 2010 году — 1.

## География
Деревня расположена в западной части района на автодороге Городок — Тумище, к востоку от автодороги 41К-021 (Паша — Часовенское — Кайвакса).
Расстояние до административного центра поселения — 20 км.
Расстояние до ближайшей железнодорожной станции Тихвин — 43 км.
Деревня находится на правом берегу реки Паша.

## Демография
| 1879 | 1910 | 1997 | 2002 | 2007 | 2010 | 2017 |
| ---- | ---- | ---- | ---- | ---- | ---- | ---- |
| 146  | ↗180 | ↘2   | ↗4   | ↘2   | ↘1   | →1   |

### Национальный состав
Согласно данным Всероссийской переписи населения 2021 года в деревне проживал 1 человек, русский.